# Pasiano di Pordenone
Pasiano di Pordenone (friuli nyelven Pasian di Pordenon) település Olaszországban, Friuli-Venezia Giulia régióban, Pordenone megyében. Lakosainak száma 7867 fő (2023. január 1.). Pasiano di Pordenone Azzano Decimo, Mansue, Porcia, Friuli-Venezia Giulia, Prata di Pordenone, Gorgo al Monticano, Meduna di Livenza, Pordenone és Pravisdomini községekkel határos.

## Népesség
A település lakossága az elmúlt években az alábbi módon változott:
| Lakosok száma | 7717 | 7736 | 7867 |
|               | 2017 | 2018 | 2023 |